# Міжнародна конвенція про спрощення і гармонізацію митних процедур
Не плутати з Кіотський протокол
Міжнародна конвенція про спрощення і гармонізацію митних процедур, Кіотська конвенція (англ. International Convention on the Simplification and Harmonization of Customs Procedures (revised Kyoto Convention)) — конвенція, розроблена в рамках Всесвітньої митної організації і підписана 18 травня 1973 в Кіото, Японія.
Наразі чинна у зміненій редакції. Протокол про внесення змін до цієї конвенції був учинений 26 червня 1999 в Брюсселі.
Україна приєдналася до цієї конвенції у зміненій редакції 5 жовтня 2006. Для України ця конвенція набула чинності 15 вересня 2011.